# Врх (Велике Лаще)
Врх (словен. Vrh) — поселення в общині Велике Лаще, Осреднєсловенський регіон, Словенія. 
Висота над рівнем моря: 810,1 м.